# Parasenecio subglaber
Parasenecio subglaber là một loài thực vật có hoa trong họ Cúc. Loài này được (C.C.Chang) Y.L.Chen mô tả khoa học đầu tiên năm 1999.